# トマス・ミドルトン
トマス・ミドルトン（Thomas Middleton, 1580年4月18日洗礼 - 1627年）は、ジャコビアン時代のイングランドの劇作家、詩人。当時の劇作家としては、ベン・ジョンソン、ジョン・フレッチャーと並ぶ成功を収め、また多作だった。喜劇・悲劇の両方で成功し、仮面劇やページェントも多数書いた。

## 生涯
ミドルトンはロンドンの生まれ。父親は煉瓦積み職人から一代でジェントルマンに昇進した人物。興味深いことに、ショアディッチ（Shoreditch）の所有地はカーテン座に隣接していた。5歳の時、父親が亡くなって、母親は再婚するのだが、その結婚の解消はミドルトンと妹の相続をめぐって15年間もの法廷闘争にもつれた。ミドルトンが繰り返して描く法律家への風刺は、おそらくその時の経験から生まれたものに違いない。
1598年、オックスフォード大学ザ・クイーンズ・カレッジに入学するが卒業はしなかった。しかし、大学を去る前に（1600年か1601年）、エリザベス朝時代に人気のあったスタイルの長詩を書き、出版した。とくに成功したようでもなく、またそのうちの1冊（風刺詩）がイングランド国教会と衝突して発売禁止になってしまった。ともかくも、ミドルトンの文学歴はそこからスタートした。
1600年代のはじめ、ミドルトンは生計を立てるため、時事問題のパンフレットを書いた。その1つ『Penniless Parliament of Threadbare Poets』は何度も刷られ、議会質疑の対象にもなった。フィリップ・ヘンズロー（Philip Henslowe）の日記によると、同じ頃、ミドルトンは海軍大臣一座のための戯曲も書いていた。
劇作家として駆け出しだったこの時代、ミドルトンは論争好きで名を知られた。「劇場戦争（War of the Theatres）」で、トマス・デッカーとの友情からベン・ジョンソン、ジョージ・チャップマンと戦ったのだ。ジョンソンとの遺恨は1626年まで続いた。ジョンソンは戯曲『The Staple of News』でミドルトンの大ヒット作『チェスゲーム』をやりたい放題に中傷した。ミドルトンの仮面劇『The Masque of Heroes, or, The Inner Temple Masque』（1619年）はジョンソン（ちょうどスコットランドを旅していた頃）「黙った煉瓦積み職人」と冷笑したと言われている。
1603年に結婚。同年、ペストの流行でロンドンの劇場は閉鎖され、ジェームズ1世がイングランド王に即位した。この時期をミドルトンは散文のパンフレットを書いて過ごした。劇場が再開されると、ミドルトンは劇作家として本格的に活動を始めた。いくつもの劇団のために様々なジャンルの作品（特に都市喜劇と復讐悲劇）を量産した。シェイクスピアと違って、ミドルトンは雇ってくれる劇団ならどこにでも書いて良いフリーランスの劇作家だった。
トマス・デッカーとは、同時代の盗賊メアリ・フリス（Mary Frith）を題材にした『女番長またの名女怪盗モル』などいくつかの合作をした。
1613年、ミドルトンは代表作となる『チープサイドの貞淑な乙女』を書いた。この時期（1610年代）のミドルトンの戯曲にはいくぶん穏やかな気分が見える。以前書いていた『ミクルマス開廷期』のような風刺性を持つ喜劇や、流血場面の多い悲劇がこの時期はないのである。
1620年にはシティ・オブ・ロンドンの年代学者に任命された。この職は亡くなるまで続け、その後はベン・ジョンソンに受け継がれた。しかし、公務についても劇作は続け、ウィリアム・ローリー（William Rowley）との合作悲劇『チェンジリング』やいくつかの悲喜劇を書いた。
1624年、風刺喜劇『チェスゲーム 』がグローブ座で国王一座によって初演されたが、この作品はミドルトンの悪名をいっきに高める結果になった。チェスを比喩に使って「スペインとの縁組（Spanish Match）」（後にチャールズ1世になる皇太子とマリア・アナ王女との縁談。しかし結婚にはいたらなかった）にまつわる策略を風刺した作品だったからである。ミドルトンの姿勢は愛国的だったが、スペイン大使の抗議で枢密院は9日目にこの芝居を上演禁止にした。この作品以降、ミドルトンの戯曲の記録がないことから、劇作禁止を含む処罰があったものと推測されている。
1627年、ミドルトンはニューイングトン・バッツ（Newington Butts）の自宅で亡くなった。

## 作品

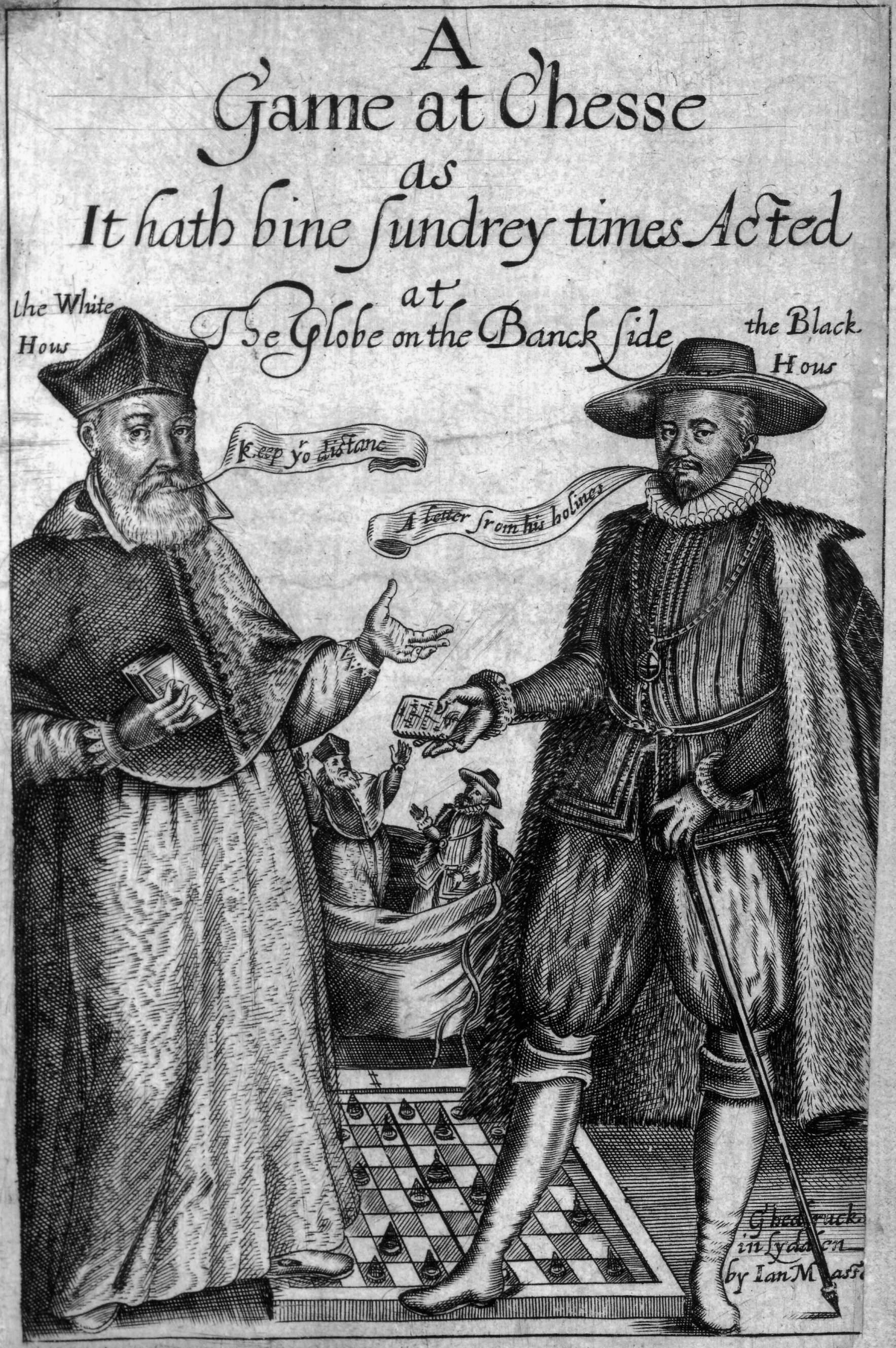
『チェスゲーム』の表紙

ミドルトンは、悲劇、歴史劇、都市喜劇など多くのジャンルを手掛けた。悲劇では『チェンジリング』、『Women Beware Women』、皮肉で風刺的な都市喜劇では『チープサイドの貞淑な乙女』が有名である。
シェイクスピアやフレッチャーのように特定の劇団との関係はなく、フリーランスとしてさまざまな劇団のために劇を書いていたようである。
ミドルトンの戯曲は人類のに対する冷笑的な見方が特徴的である。冷笑はしばしば滑稽である。本物の英雄はミドルトン劇では稀である。作品に登場するほとんどすべての登場人物は自己的で、強欲で、自分のことに夢中である。
ミドルトンの円熟期の作品は、フレッチャーの悲喜劇の影響を受けている。初期の作品と比較してみると、その頃の作品は風刺的な怒りがやわらいでいる。エリザベス姫一座（Lady Elizabeth's Men）によって上演された『チープサイドの貞淑な乙女』ではミドルトンが得意とするロンドンの市民生活の切り取り方と、愛の力が和解を生むという開放的な考えが巧みに結びついている。
なお、それまでシリル・ターナー（Cyril Tourneur）作と言われてきた『復讐者の悲劇（The Revenger's Tragedy）』は現在ではミドルトンの作品とされ、2007年のオックスフォード版『ミドルトン選集』他にミドルトンの作品として収録されている。さらに、さまざまな証拠から、シェイクスピアの作品のうち、『アテネのタイモン』を合作し、『マクベス』、『尺には尺を』を加筆・改訂したとも言われている。

## 評価
ミドルトンの作品は文芸評論家などによって長く称賛されてきた。その中には、アルジャーノン・チャールズ・スウィンバーン、T・S・エリオットも含まれる。特にエリオットは、シェイクスピアの次に良いと考えていた。
20世紀と21世紀をまたいでの10年間、ミドルトンの劇はそれまで以上に数多く上演された。有名なところでは、ロイヤル・ナショナル・シアター（Royal National Theatre）での『A Fair Quarrel』、ロイヤル・シェイクスピア・カンパニーによる『The Old Law』があり、『チェンジリング』、『Women Beware Women』もさかんに上演されている。
アレックス・コックスの映画『リベンジャーズ・トラジディ』は『復讐者の悲劇』を映画化したもので、オープニング・クレジットでは「原作 トマス・ミドルトン」と表記されている。

## 作品リスト
ミドルトンの作品には、合作や作者が誰かについて論争中のものが含まれている。論争中のものであるが、2007年のオックスフォード版に含められているものは斜体で示す。

### 戯曲
- The Phoenix（都市喜劇、1603年 - 1604年頃）
- 貞淑な娼婦（The Honest Whore, Part 1）（都市喜劇、1604年、トマス・デッカーとの合作）
- ミクルマス開廷期（Michaelmas Term）（都市喜劇、1604年）
- A Trick to Catch the Old One（都市喜劇、1605年）
- A Mad World, My Masters（都市喜劇、1605年）
- ヨークシャーの悲劇（悲劇、1605年） - 出版された本の表紙にはウィリアム・シェイクスピア作とあり、シェイクスピア外典に含まれている。しかし文体論的分析から真の作者はミドルトンではないかとされている。
- アテネのタイモン（悲劇、1605年 - 1606年）- 文体論的解析からミドルトンとシェイクスピアの合作と言われている。
- ピューリタン""（都市喜劇、1606年） - シェイクスピア外典の1つ。
- 復讐者の悲劇（The Revenger's Tragedy）（復讐悲劇、1606年） - それまでシリル・ターナーの作品とされてきたが、文体論的解析から、現在ではミドルトンの作品とされることが多い。
- Your Five Gallants（都市喜劇、1607年）
- The Bloody Banquet（復讐悲劇、1608年 - 1609年） - トマス・デッカーの合作とされてきた。
- 女番長またの名女怪盗モル（The Roaring Girl）（都市喜劇、1611年。トマス・デッカーとの合作）
- No Wit, No Help Like a Woman's（悲喜劇、1611年）
- 第二の乙女の悲劇（貴婦人の悲劇）（悲劇、1611年） - シェイクスピア外典の1つで作者不詳の原稿が現存している。文体論的分析からミドルトン作と言われている。
- チープサイドの貞淑な乙女（A Chaste Maid in Cheapside ）（都市喜劇、1613年）
- Wit at Several Weapons（都市喜劇、1613年） - ボーモントとフレッチャーのフォリオ（二折版）に含まれているが、文体論的解析から広範囲にわたってミドルトンとウィリアム・ローリーの改訂の跡が見られる。
- More Dissemblers Besides Women（悲喜劇、1614年）
- The Widow（1615年 - 1616年）
- 魔女（The Witch）（悲喜劇、1616年）
- マクベス（悲劇） - 『魔女』の文章が使われていることから、1616年にミドルトンが一部改訂したのではと言われている。
- フェアな決闘（A Fair Quarrel）（悲喜劇、1616年。ウィリアム・ローリーとの合作）
- The Old Law（悲喜劇、1618年 - 1619年。ウィリアム・ローリーとの合作） - もう一人合作者がいて、フィリップ・マッシンジャー（Philip Massinger）かトマス・ヘイウッド（Thomas Heywood）のどちらかと言われている。
- ケント王ヘンジスト（Hengist, King of Kent, or The Mayor of Quinborough）（悲劇、1620年）
- Women Beware Women（悲劇、1621年）
- 尺には尺を - 文体論的解析からミドルトンが一部加筆したと言われている。
- Anything for a Quiet Life（都市喜劇、1621年。ジョン・ウェブスターとの合作）
- チェンジリング（The Changeling）（悲劇、1622年。ウィリアム・ローリーとの合作）
- The Nice Valour（1622年） - ボーモントとフレッチャーのフォリオに含まれているが、文体論的解析から広範囲にわたってミドルトンの改訂の跡が見られる。
- The Spanish Gypsy（悲喜劇、1623年） - ミドルトンとローリーの合作をデッカーとジョン・フォードが改訂したと信じられている。
- チェスゲーム（A Game at Chess）（政治風刺劇、1624年）

### 仮面劇、催し物
- The Whole Royal and Magnificent Entertainment Given to King James Through the City of London（1603年 - 1604年。デッカー、スティーヴン・ハリソン、ベン・ジョンソンとの合作）
- The Manner of his Lordship's Entertainment
- The Triumphs of Truth
- Civitas Amor
- The Triumphs of Honour and Industry（1617年）
- The Masque of Heroes, or, The Inner Temple Masque（1619年）
- The Triumphs of Love and Antiquity（1619年）
- The World Tossed at Tennis （仮面劇、1620年。ローリーとの合作）
- Honourable Entertainments（1620年 - 1621年）
- An Invention（1622年）
- The Sun in Aries（1621年）
- The Triumphs of Honour and Virtue（1622年）
- The Triumphs of Integrity with The Triumphs of the Golden Fleece（1623年）
- The Triumphs of Health and Prosperity（1626年）

### 詩
- The Wisdom of Solomon Paraphrased（1597年）
- Microcynicon: Six Snarling Satires（1599年）
- The Ghost of Lucrece（1600年）
- Burbageの墓碑銘（1619年）
- Bollesの墓碑銘（1621年）
- Duchess of Malfiの推薦の詩（1623年）
- St James（1623年）
- To the King（1624年）

### 散文
- The Penniless Parliament of Threadbare Poets（1601年）
- News from Gravesend（1603年。デッカーとの合作）
- The Nightingale and the Ant（1604年） - 『Father Hubbard's Tales』という題名で出版。
- The Meeting of Gallants at an Ordinary（1604年、デッカーとの合作）
- Plato's Cap Cast at the Year 1604（1604年）
- The Black Book, Middleton|The Black Book（1604年）
- Sir Robert Sherley his Entertainment in Cracovia（翻訳、1609年）
- The Two Gates of Salvation, or The Marriage of the Old and New Testament（1609年）
- The Owl's Almanac（1618年）
- The Peacemaker（1618年）

### 日本語版テキスト
- チープサイドの貞淑な乙女（訳：小野正和、早稲田大学出版部、エリザベス朝喜劇10選）
- 女番長またの名女怪盗モル（訳：山田英教、早稲田大学出版部、エリザベス朝喜劇10選）
- チェンジリング（訳：笹山隆、篠崎書林）
- チェンジリング（訳：笹山隆、筑摩書房、世界文學大系89 古典劇集2“朱版”）
- 復讐者の悲劇・無神論者の悲劇（エリザベス朝演劇集）（訳：小田島雄志、白水社）